# 噬魂灵声
是一部2023年泰国超自然恐怖电影，改编自Krittanon的同名泰语小说，由Major Join Film、Mine@Works和BEC World（泰国第3电视台）联合制作，塔提瓦·皖他（Thaweewat Wanta）执导，演员纳得克·钉宫、拉塔娃·蒂婉通、丹妮丝·洁莉尔查·卡本、佩拉克里特·帕查拉布纳亚基特、娜查·杰西卡·帕多万、穆罕默德·阿巴斯、朱尼尔·卡杰布泓迪缇特·珈迪（Karj-bundit Jaidee）、阿丽莎拉·翁差丽、帕尔梅吉·诺亚姆主演。电影于2023年10月26日在泰国院线上映。

## 故事概梗
1972年，位于北碧府的偏远村庄，一名少女夜里听见疑似反反复复的怪声后，短短几天内便离奇身亡。少女惨死的消息很快在小村庄传开，得知消息的大哥Yak（纳得克·钉宫 饰）决定从军营返家照顾一家大小。某日，小妹Yam（拉塔娃·蒂婉通饰）放学时遇到一名样貌诡异的黑衣女子后，乖巧的她突然性情大变。Yam的情况逐渐恶化，并时常做出无法回答的怪异行为……

## 演员阵容
- 纳得克·钉宫 饰演 Yak
- 拉塔娃·蒂婉通 饰演 Yam
- 丹妮丝·洁莉尔查·卡本 饰演 Yad
- 佩拉克里特·帕查拉布纳亚基特 饰演 Yod
- 娜查·杰西卡·帕多万 饰演 Yee
- 朱尼尔·卡杰布泓迪缇特·珈迪 饰演 Yos
- 阿丽莎拉·翁差丽 饰演 Boonyen
- 帕尔梅吉·诺亚姆 饰演 Hang
- 穆罕默德·阿巴斯

## 制作与背景
《噬魂灵声》改编自2015年在Pantip.com上发布的恐怖故事，该故事有超过2000条评论及13万次的转发。这个故事后来被同一作者改写成小说。作者声称，Krittanon的故事是发生在他母亲家人身上的真实故事，当时她才15岁。
“ธี่หยด”（Tee Yod）一词源自一位身穿黑裙的神秘女子，其含义和语言起源仍然是个谜。有人认为这可能是孟语。然而，孟族艺术和文化专家翁文俊（Ong Bunjoon）表示这个词没有任何意义。
2023年4月24日，剧组在位于廊鉴县的泰国第3电视台摄影棚举行了开机祭祀仪式，并于4月26日正式开拍。此前，2023年8月9日，电影制片人发布了一张海报电影要上映。同年9月6日，首支预告片发布，演员阵容也正式揭晓。
随后，2023年9月25日，Major Cineplex和IMAX Corporation以及Major Join Film联合宣布将发行电影《噬魂灵声》，同时宣布电影将在官方IMAX影院上放映。该影片使用经过IMAX认证的专用电影摄影机拍摄，并使用IMAX DMR技术进行重制。这是首部在泰国全部7家官方IMAX 影院和Krungsri IMAX影院放映的泰国电影。
2023年9月28日晚些时候，泰国第3电视台和M Studio在马里昂塔大楼前院举行了礼拜仪式和新闻发布会，正式启动了这部电影。

## 未来计划
导演在接受泰国第3电视台《Hone-Krasae》节目采访时表示，制作续集的可能性很大。而且，电影本身似乎也传达着同样的含义。
首日电影票房的成功，让纳得克·钉宫透露未来他有机会通过Yak和Yad等角色打造一个完整的电影宇宙，其中包括Papphan中士的故事。
由于此片获得巨大的回响，电影制作方决定制作续集《噬魂灵声2》（暂定名称），2024年2月15日举行开机祭祀仪式，预计2024年3月正式开机。

### 引见
1. ↑  . 2024-01-04  [2024-02-02]. （原始内容存档于2024-02-02）.
2. ↑  NineEntertain Official. . YouTube. 2023-11-02  [2023-11-03]. （原始内容存档于2023-11-10） （泰语）.
3. ↑  . TrueID.   [2023-12-10]. （原始内容存档于2023-10-25） （泰语）.
4. 1 2  . The Thaiger.   [2023-12-10]. （原始内容存档于2023-12-15） （泰语）.
5. ↑  Thailand, BECi Corporation Ltd. . CH3Plus.com.   [2023-12-10]. （原始内容存档于2023-09-29） （泰语）.
6. 1 2  . www.sanook.com/movie. 2023-09-06  [2023-12-10]. （原始内容存档于2023-10-03） （泰语）.
7. ↑  โหนกระแส [Hone-Krasae] official. . YouTube. 2023-10-26  [2023-11-25]. （原始内容存档于2023-12-15） （泰语）.
8. ↑  . PPTV HD（英语：PPTV (Thailand)）. 2023-10-26  [2023-10-28]. （原始内容存档于2023-11-10） （泰语）.
9. ↑  . www.sanook.com/movie. 2023-09-06  [2023-12-10]. （原始内容存档于2023-09-08） （泰语）.
10. ↑  . 暹罗日报. 2023-09-25  [2023-12-10]. （原始内容存档于2023-10-30） （泰语）.
11. ↑  . www.sanook.com/movie. 2023-09-28  [2023-12-10]. （原始内容存档于2023-10-25） （泰语）.